# 施瓦茨科格爾山 (拉萬塔爾阿爾卑斯山脈)

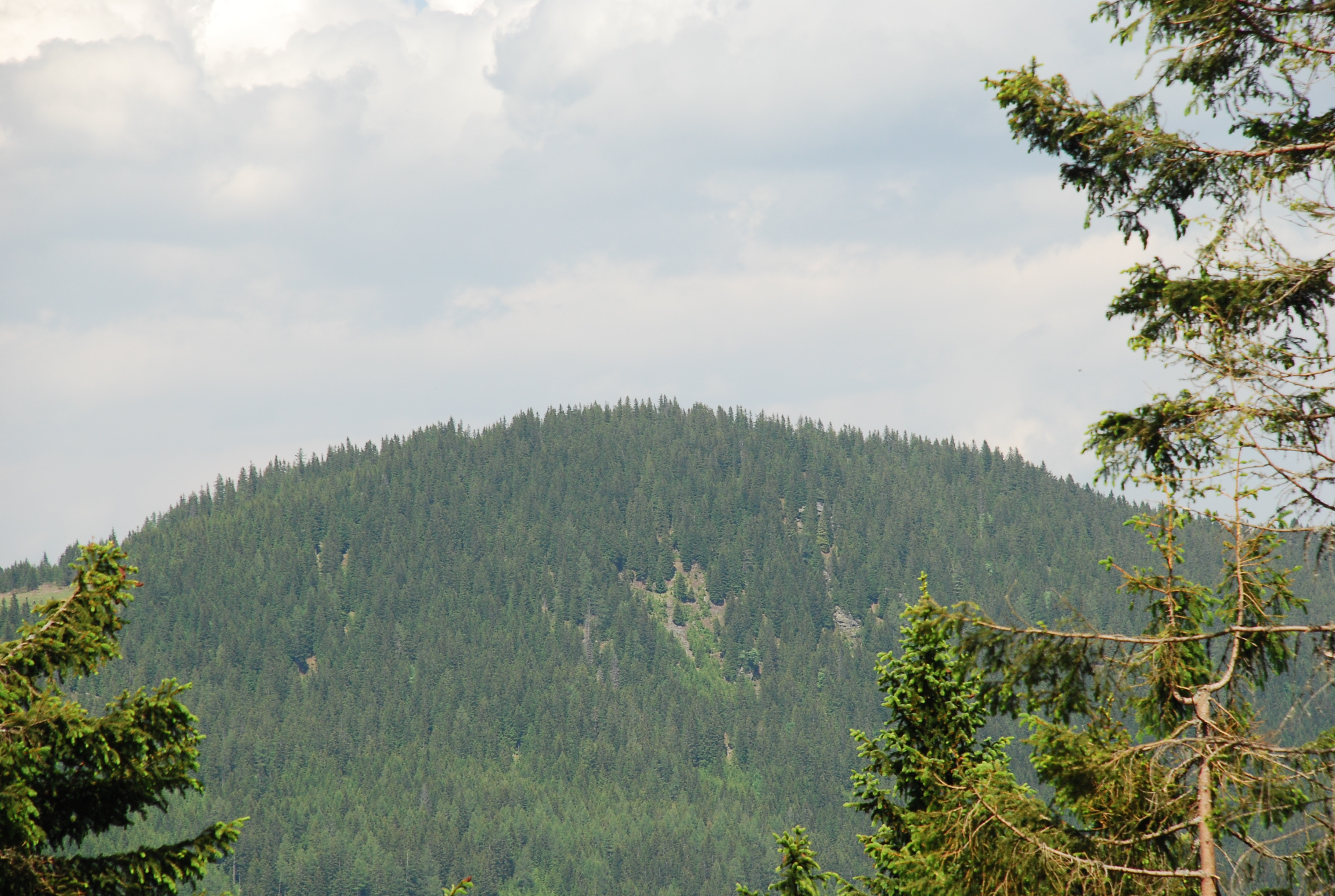

46°54′27.5″N 15°3′59.9″E / 46.907639°N 15.066639°E
施瓦茨科格爾山（德語：Schwarzkogel），是奧地利的山峰，位於該國東南部，由施泰爾馬克州負責管轄，屬於科拉爾佩山的一部分，該山峰海拔高度1,550米。